# Ейское городское поселение
Е́йское городско́е поселе́ние — муниципальное образование в Ейском районе Краснодарского края России.
Административный центр — город Ейск.
Образовано по итогам голосования 27 мая 2007 года в ходе преобразования муниципального образования «город Ейск» путём изменения статуса городского округа на статус городского поселения.
Территориально городское поселение включает город Ейск и подчинённые ему сельские населённые пункты Широчанского сельского округа.

## Население
| \| 2002[2] \| 2009[3] \| 2010[4] \| 2012[5] \| 2013[6] \| 2014[7] \| 2015[8] \| \| ------- \| -------- \| -------- \| -------- \| -------- \| -------- \| -------- \| \| 95 249 \| ↗96 710 \| ↗97 178 \| ↘96 244 \| ↘95 479 \| ↘94 946 \| ↘94 840 \| \| 2016[9] \| 2017[10] \| 2018[11] \| 2019[12] \| 2020[13] \| 2021[14] \| 2023[15] \| \| ↘94 206 \| ↘93 261 \| ↘92 765 \| ↘92 241 \| ↗92 413 \| ↗92 570 \| ↘92 314 \| \| 2024[1] \| \| \| \| \| \| \| \| ↘92 084 \| \| \| \| \| \| \| 10 000 20 000 30 000 40 000 50 000 60 000 70 000 80 000 90 000 100 000 2013 2018 2024 |         |         |         |         |         |         |
| 2002 | 2009    | 2010    | 2012    | 2013    | 2014    | 2015    |
| 95 249 | ↗96 710 | ↗97 178 | ↘96 244 | ↘95 479 | ↘94 946 | ↘94 840 |
| 2016 | 2017    | 2018    | 2019    | 2020    | 2021    | 2023    |
| ↘94 206 | ↘93 261 | ↘92 765 | ↘92 241 | ↗92 413 | ↗92 570 | ↘92 314 |
| 2024 |         |         |         |         |         |         |
| ↘92 084 |         |         |         |         |         |         |

## Населённые пункты
В городское поселение входят 8 населённых пунктов:
| № | Населённый пункт | Тип населённого пункта | Население (чел.) |
| - | ---------------- | ---------------------- | ---------------- |
| 1 | Ейск             | город                  | ↘81 099          |
| 2 | Береговой        | посёлок                | ↘76              |
| 3 | Ближнеейский     | посёлок                | ↗313             |
| 4 | Большелугский    | посёлок                | ↗270             |
| 5 | Краснофлотский   | посёлок                | ↗2205            |
| 6 | Морской          | посёлок                | ↘447             |
| 7 | Подбельский      | посёлок                | ↘73              |
| 8 | Широчанка        | посёлок                | ↘5979            |

## История
Впервые наименование «Ейское городское поселение» было закреплено в Законе Краснодарского края № 1255-КЗ от 28 июня 2007 года после проведения референдума 27 мая 2007 года по объединению города Ейска и Ейского района в единое муниципальное образование. По мнению части жителей города Ейска наименование «Ейское городское поселение» появилось в результате неверного толкования итогов проведённого референдума. Согласно позиции ейчан, на референдуме решался вопрос об изменении статуса, а не наименования муниципального образования. Таким образом, замена наименования «город Ейск» на «Ейское городское поселение» является необоснованной и неправомерной. В связи с этим жители Ейска выступили в Законодательном Собрании Краснодарского края с инициативой о возвращении муниципальному образованию наименования «город Ейск». Их мнение поддержали независимые юристы и эксперты в области муниципального права. Однако, ЗСК предложение ейчан отклонило.
В соответствии с решением Совета Ейского городского поселения Ейского района от 8 июня 2021 года № 27/1 выражено согласие населения Ейского городского поселения Ейского района на преобразование Ейского городского поселения Ейского района путём изменения статуса городского поселения в связи с наделением его статусом городского округа и выделения его из состава муниципального образования Ейский район.

## Местное самоуправление
И. о. главы Ейского городского поселения — Бублик Роман Юрьевич. Председатель Совета поселения — Бережной Александр Владимирович.